# Bürgermeisterei Odenthal

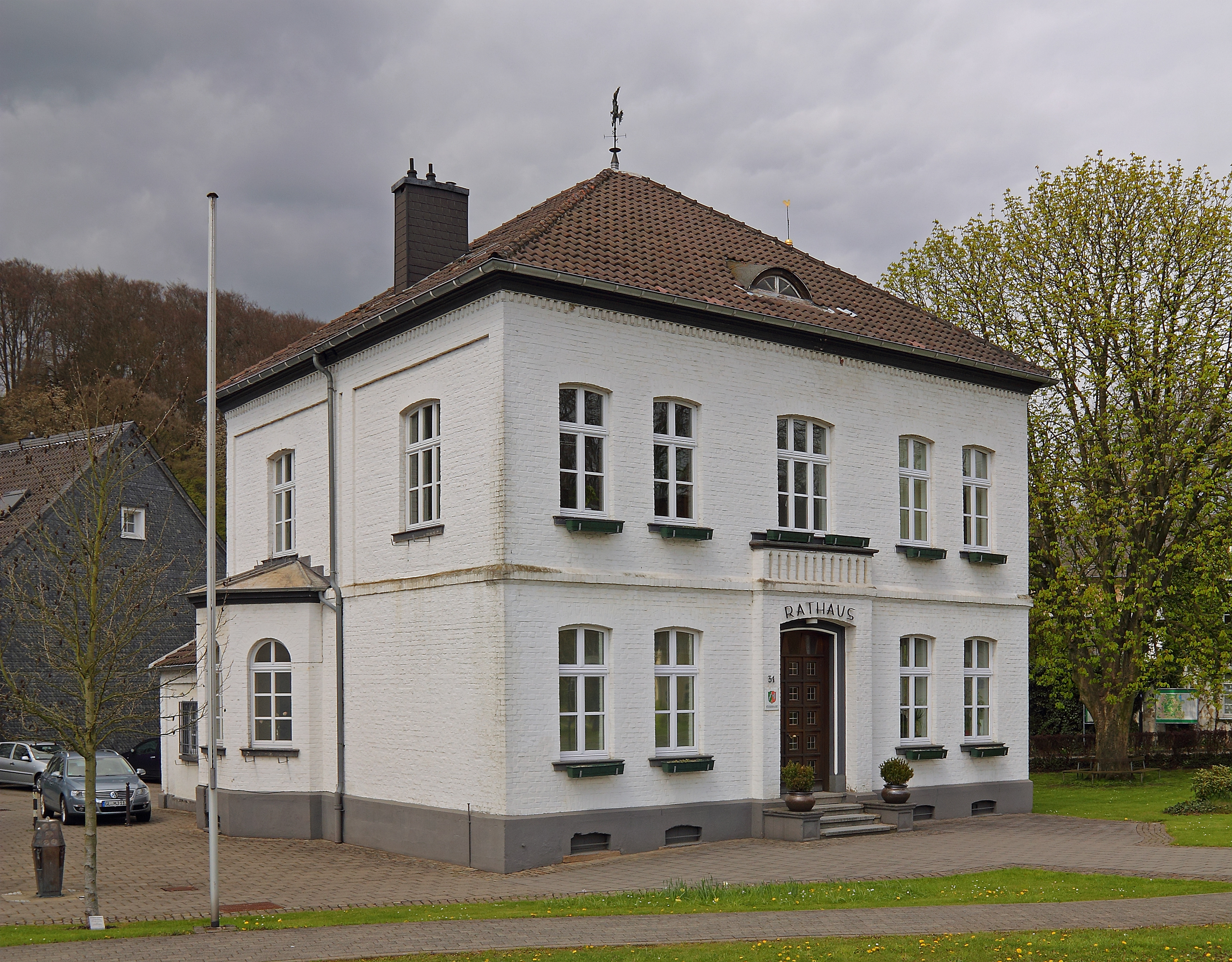
Rathaus Odenthal – ehemals Haus des Bürgermeisters Hubert Drecker

Die Bürgermeisterei Odenthal war eine von neun Bürgermeistereien im Kreis Mülheim am Rhein im Regierungsbezirk Köln in der preußischen Rheinprovinz. Sie ist 1816 entstanden aus der Mairie Odenthal, die von den Franzosen im Großherzogtum Berg errichtet wurde, die wiederum aus der Herrschaft Odenthal hervorging.
Mit dem preußischen Gesetz über die Regelung verschiedener Punkte des Gemeindeverfassungsrechts vom 27. Dezember 1927 wurden schließlich die Bürgermeistereien abgeschafft und die Bürgermeisterei wurde zum Amt Odenthal.

## Lage

Lage der Bürgermeisterei im Landkreis Mülheim

Die Bürgermeisterei lag im Nordosten des Kreises. Sie grenzte im Norden an den Kreis Lennep und weiter im Uhrzeigersinn an den Kreis Wipperfürth, die Bürgermeisterei Bergisch Gladbach und den Kreis Solingen. Die Größe betrug 1920 4.111 ha.

## Infrastruktur
Als überregionale Straße gab es die Provinzialstraße von Dünnwald nach Dabringhausen. Postanstalten gab es in Odenthal und Altenberg.

## Bürgermeister
Als Bürgermeister haben in Odenthal gewirkt:
- 1816–1854 P. J. Fritzen
- 1854–1906 Hubert Drecker
- 1907–1909 Joseph Clewer
- 1909–1923 Karl Stausberg
- ab 1924 Joseph Brochhagen

## Gemeinden und Ortschaften
Um 1828 gehörten zur Bürgermeisterei insgesamt 4043 Einwohner in zwei Dörfern, 28 Höfen und 122 Ackergütern mit zwei Kirchen, 531 Privatwohnhäusern, fünf Mühlen, 407 Scheunen und Ställen.
Im Einzelnen:
Die Dörfer Oberodenthal und Unterodenthal oder Odenthal mit einer Pfarrkirche, einer Wollspinnerei und starker Bienenzucht, der als Ackergut klassifizierten Zisterzienserabtei Altenberg, in der zu dieser Zeit eine Tuchmanufaktur betrieben wurde, den Burghäusern Strauweiler und Scherf (heute Amtmannscherf), den Ackergütern Altehufe, Biese, Blecher, Bömberg, Bohn, Bömerich, Borsbach, (Unter- und Ober-)Breidbach, Groß-Kalmünten (heute Kalmünten), Buchmühle, Burgwinkel, Busch, Buschhorn, Dorf, Duhn, Kalmünten (heute Broiskalmünten), Klasmühle, Kursiefen, Dülmen, Dünne, Fahn, Eichholz, Eikamp, Erberich, Farzemich, Feld, Großeheide, Glöbusch, Grimberg, Heidberg, Heide, Höhe, Höffe, Hochscherf, Hunger, Hüttchen, Keffermich, (Unter- und Ober-)Kirsbach, Königsberg, Königsreich, Küchenberg, Kümps, Landwehr, Lanzemich, Leye, Menrath, Meute, Oberbech, Oberkäsbach, Oberscheid, Osenau, Pastorat, Pistershausen, Rothbroich, Scherf, Schallemich, Scheid (heute Unterscheid), Scheuren, Schickberg, Schildgen, Schlinghofen, Schmeisig, Schwarzbroich, Selbach, Spezard (auch Wirtsspezard), Stragholz (auch Strachelshausen), Straßen, Straßen, Trappe, Unterbech, Unterhortenbach, Voiswinkel, Wibershausen, Wingensiefen, Winkelhausen und Zelle, den Höfen Bülsberg, Großgrimberg, Großspezard, Hahnenberg, Herzogenhof, Heiderhof, Klauberg, Kochshof, Kram, Lengsberg, Meigen, Mutz, Neschen, Niederscherf, Oberhortenbach, Nittum, Nothausen, Porzberg, Steinhaus, Strünken, Widdenhof, den Mühlen Funkenhof, Holland, Scharrenberg (mit der Hovermühle) und Stein.
Um 1920 gehörten zur Bürgermeisterei neben den oben angegebenen Ortschaften die folgenden Wohnplätze:
Aue, Dhün, Grünenbäumchen, Helenenthal, Hohenfeld, Hollweg, Hoverhof, Jungholz, Klev, Kramerhof, Neuemühle, Nothausen, Rosau, Schöne Aussicht, Spezarder Mühle, Straßerhof und Telegraph.